# Schloss Rezensried (Ammersee)

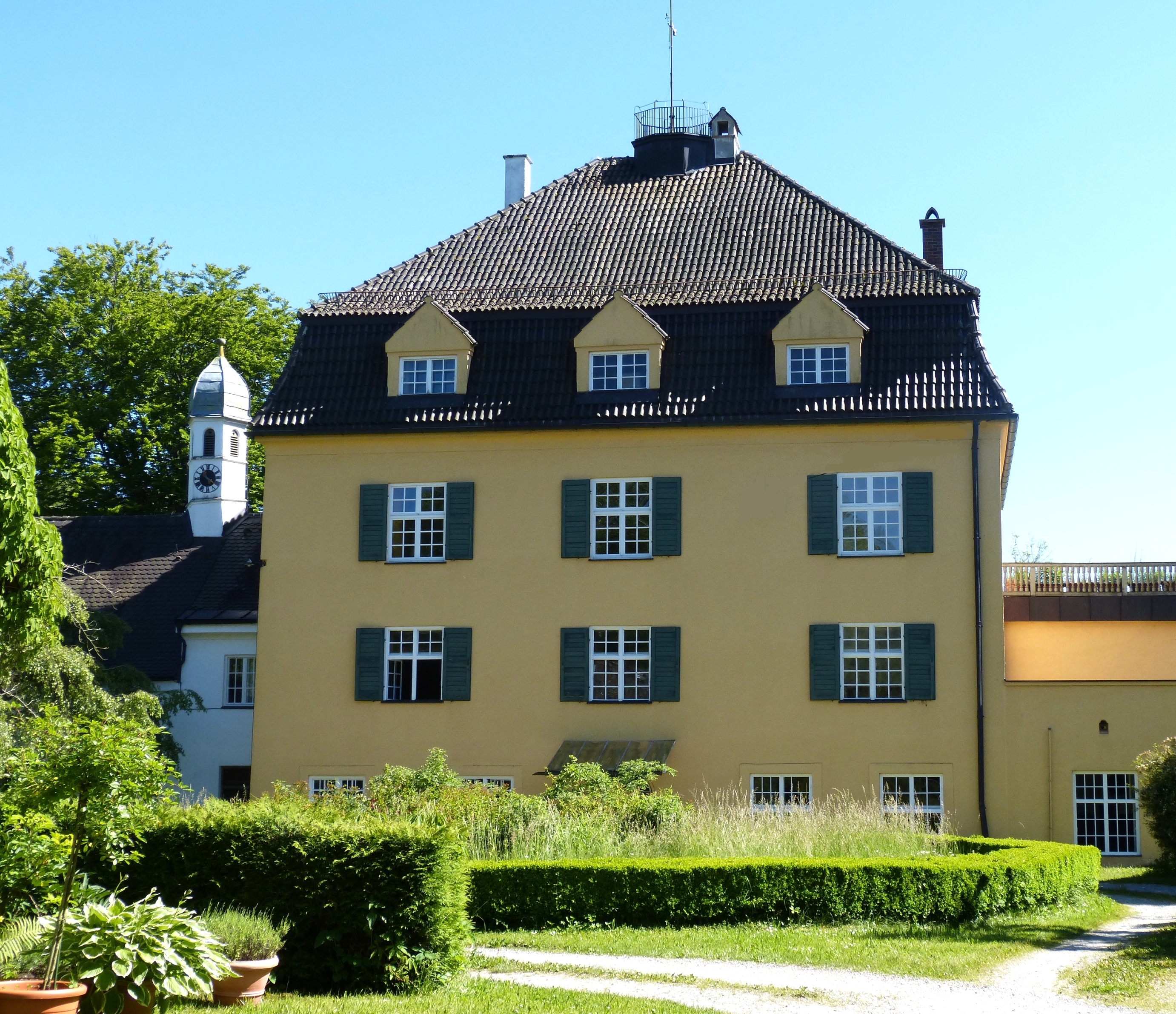
Schloss Rezensried

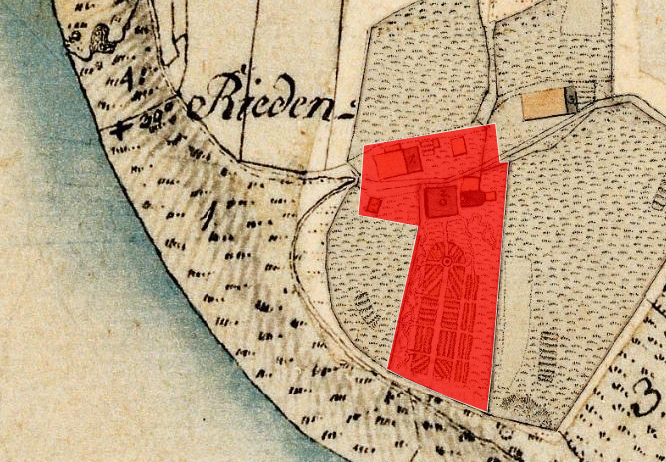
Lageplan von Schloss Rezensried (Ammersee) auf dem Urkataster von Bayern

Das Schloss Rezensried liegt im Gemeindeteil Ried der Gemeinde Herrsching am Ammersee im Landkreis Starnberg in Bayern nahe dem Ostufer des Ammersees im Fünfseenland. Die Anlage trägt die Hausnummern Rezensried 2, 6 und 8. Die Anlage ist unter der Aktennummer D-1-88-124-25 als Baudenkmal verzeichnet. „Untertägige frühneuzeitliche Befunde im Bereich von Schloss Rezensried und seines Vorgängerbaus mit Schlosskapelle St. Michael, ehem. barocken Gartenanlagen und zugehörigem Wirtschaftshof“ werden zudem als Bodendenkmal unter der Aktennummer D-1-7932-0162 geführt.

## Geschichte und Anlage
Die Ortschaft Ried kam im Jahr 1277 an das dem Zisterzienserorden zugehörige Kloster Fürstenfeld. Das Schloss geht in seinem Kern wohl auf das 16. Jahrhundert zurück. Im Jahr 1692 wurde es von Giovanni Antonio Viscardi, der auch die Klostergebäude in Fürstenfeld entworfen hatte, aufgestockt. Bis zur Säkularisation im Jahr 1803 war es die Sommerresidenz der Äbte von Kloster Fürstenfeld. Im 20. Jahrhundert kam ein westlicher Anbau hinzu; gleichzeitig erfolgte eine Teilerneuerung des Außenbaus.
Das Schloss ist ein dreigeschossiger Bau mit einem Mansarddach, der durch einen Mittelgang erschlossen wird. Der untere Gang besitzt ein Tonnengewölbe; im Obergeschoss findet sich eine Stuckdecke aus dem Jahr 1692.
Die Schlosskapelle St. Michael wurde schon 1572 auf eine Stiftung des Fürstenfelder Abts Leonhard Treutwein im Osten angebaut. Das Altarblatt stammt von dem Brucker Maler Josef Harrath.
Das Gut Rezensried gehörte ab 1914 dem „Rassenhygieniker“ Alfred Ploetz (1860–1940).